# Rhus coriaria
Espèce
Classification APG III (2009)
Statut de conservation UICN

 VU B2ab(iii) : Vulnérable
Le Sumac des corroyeurs (Rhus coriaria) est un arbuste principalement méditerranéen pouvant atteindre 4 mètres de haut.
Les sumacs sont des plantes dans divers genres, dont le genre Rhus, qui compte 125 espèces.
Il est également appelé corroyère ou sumac des voyageurs.

## Feuillage
Les feuilles du sumac des corroyeurs sont imparipennées à 7 à 15 folioles dentées, vertes avec le dessous virant au gris et couvertes d'un léger duvet. Leur rachis est velu et de couleur rose vif, il est élargi en aile étroite, au moins vers le haut de la feuille. En automne, les feuilles prennent des couleurs allant du rose au jaune.

## Fleurs
Regroupées en panicules de 15 à 20 centimètres, les fleurs, de taille minuscule, sont de couleur jaunâtre. Une fois écrasées, elles sont collantes.

## Fruits
Les fruits sont de petites drupes de couleur brun pourpre recouvertes d'un duvet et regroupées en grappes.

## Tiges
Les jeunes tiges sont velues et de couleur rose vif. Avec le temps, elles perdent leur duvet, passent à une couleur beige puis gris clair avec un aspect lisse et une forme tortueuse.

## Utilisation
Certaines parties du sumac des corroyeurs sont utilisées à des fins diverses :
- Les fruits comme épice, réduits en poudre rouge foncé, au goût acide et astringent. En Iran (par exemple), le sumac en poudre est souvent proposé sur la table avec les brochettes de viande hachée et le riz afin que chacun en saupoudre sur son assiette à sa convenance. En Syrie et au Liban, le sumac en poudre entre dans la composition du zaatar, un mélange d'herbes et d'épices. Il s’utilise en infusion ou en remplacement des câpres et du piment rouge.
- Les feuilles servent au tannage des peaux. Il tire de cet usage son qualificatif « des corroyeurs », le corroyeur étant l'artisan qui apprête le cuir.
- L'écorce et les racines donnent des colorants (jaune à orangé pour l'écorce, et brun pour les racines).

## Galerie d'images

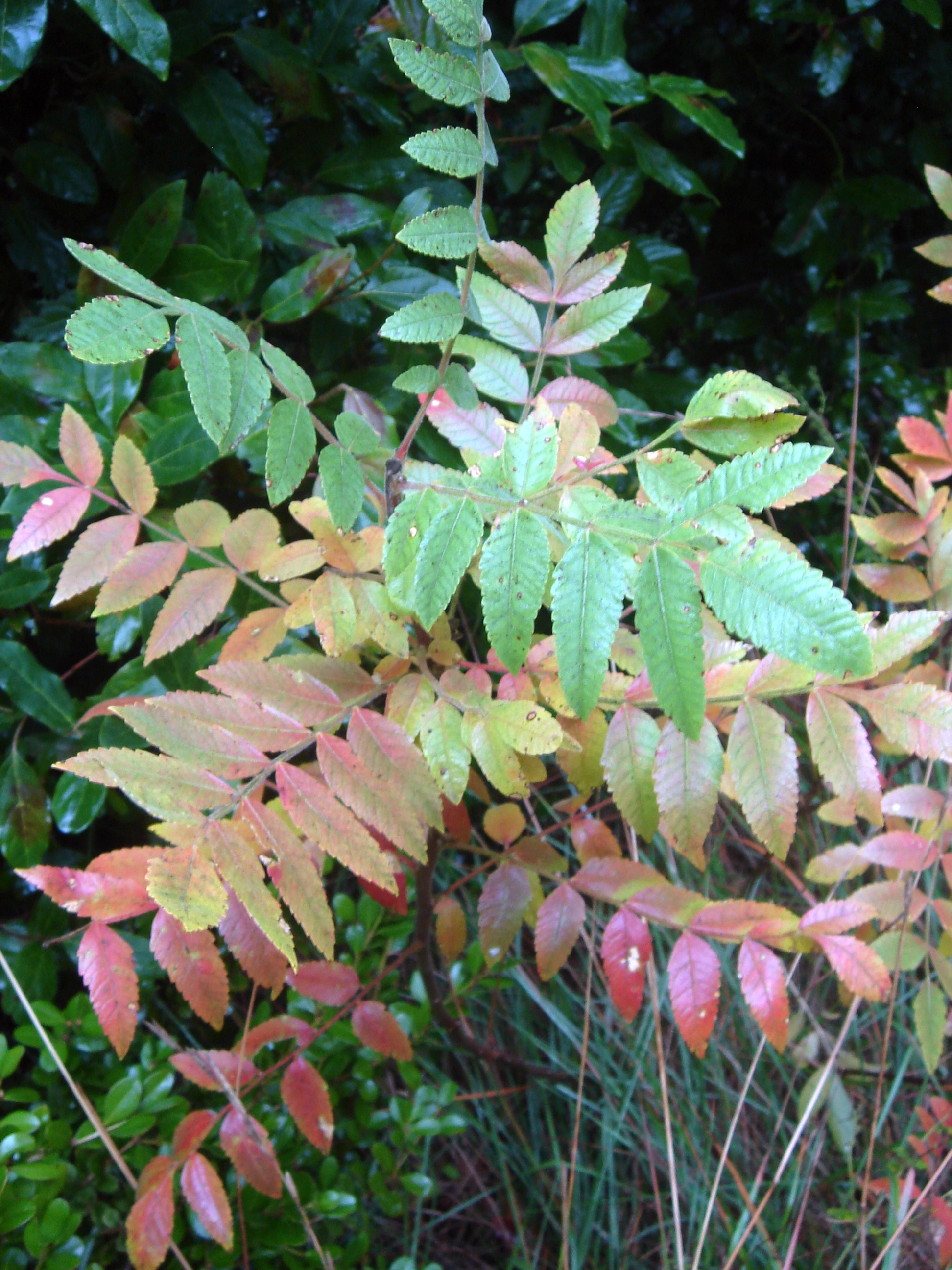
Feuillage en partie aux couleurs d'automne
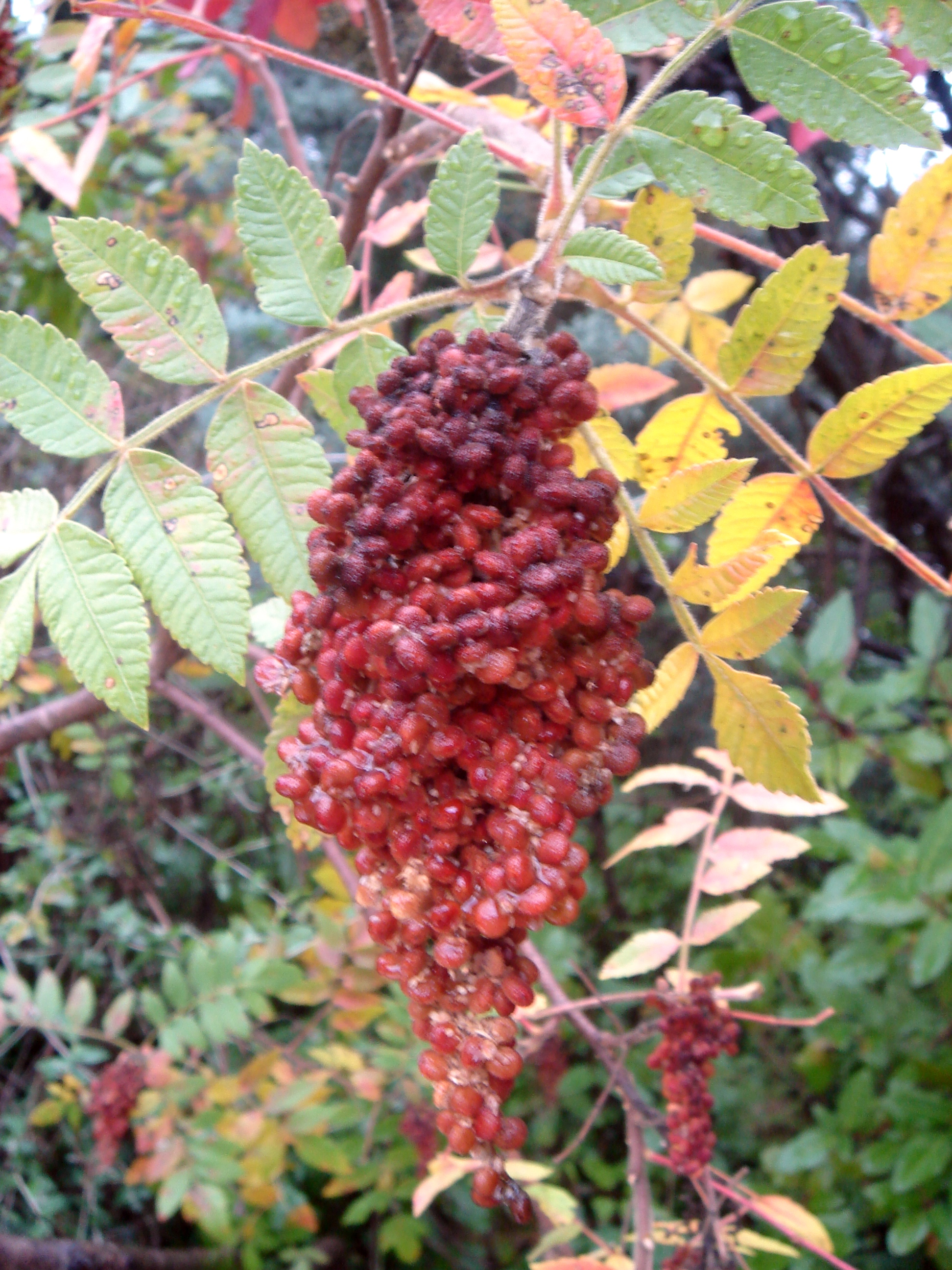
Grappe de drupes
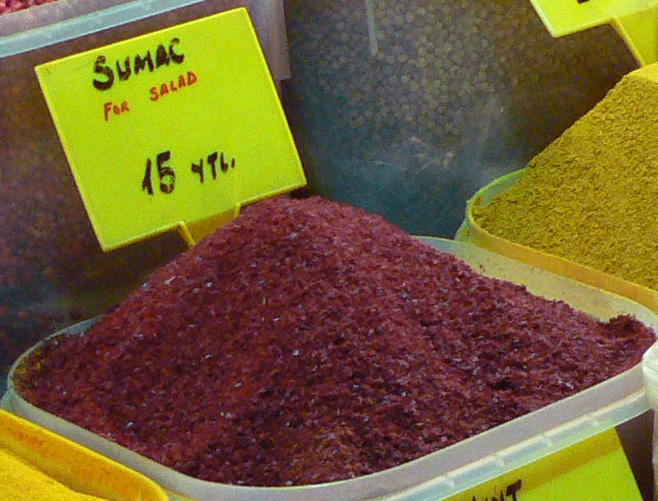
Dans un marché d'épices